# 차영환 (공무원)
차영환(車永煥, 1964년 ~ )은 대한민국의 공무원이다.

## 학력
- 대일고등학교
- 서울대학교 경제학 학사
- 서울대학교 대학원 행정학 석사
- 미주리 대학교 대학원 경제학 박사

## 경력
- 1988 제32회 행정고시 합격
- 2000.02 ~ 2005.02 재정경제부 종합정책과 서기관
- 2005.02 ~ 2006.02 재정경제부 기술정보과 과장
- 2006.02 ~ 2007.02 기획예산처 재정제도혁신과 과장
- 2007.02 ~ 2007.05 재정경제부 인력개발과 과장
- 2007.05 ~ 2009.02 재정경제부 정책홍보관리실 정책상황팀 팀장
- 2009.02 ~ 2010.10 기획재정부 경제분석과 과장
- 2010.10 ~ 2014.11 기획재정부 종합정책과 과장
- 2014.11 ~ 2015.12 기획재정부 협동조합정책관
- 2015.12 ~ 2016.02 기획재정부 성장전략정책관
- 2016.02 ~ 2017.06 기획재정부 정책조정국 국장
- 2017.06 ~ 2018.12 대통령비서실 경제정책비서관실 경제정책비서관
- 2018.12 ~ 2020.05 : 국무조정실 제2차장
- 2021.05 ~ : 한국무역정보통신 대표이사 사장